# Суованъярви
Су́ованъя́рви (фин. Suovanjärvi) — озеро на территории Лоймольского сельского поселения Суоярвского района Республики Карелия.

## Общие сведения
Площадь озера — 1,8 км², площадь бассейна — 19,1 км². Располагается на высоте 160,1 метра над уровнем моря.
Форма озера продолговатая, лопастная, вытянутая с юго-востока на северо-запад. Берега изрезаны. В центральной части озера расположено несколько островов. Берега каменисто-песчаные, местами заболоченные. Из северо-западной оконечности озера вытекает река Суованйоки длиной порядка 8 км, соединяя озеро с более крупным Лоймоланъярви.
Близ юго-восточной оконечности озера проходит автомобильная дорога 86К-13 («Суоярви — Койриноя»).
Населённые пункты на озере отсутствуют.
Код водного объекта в государственном водном реестре — 01040300211102000014145.

## Галерея

Суованъярви и Суованйоки
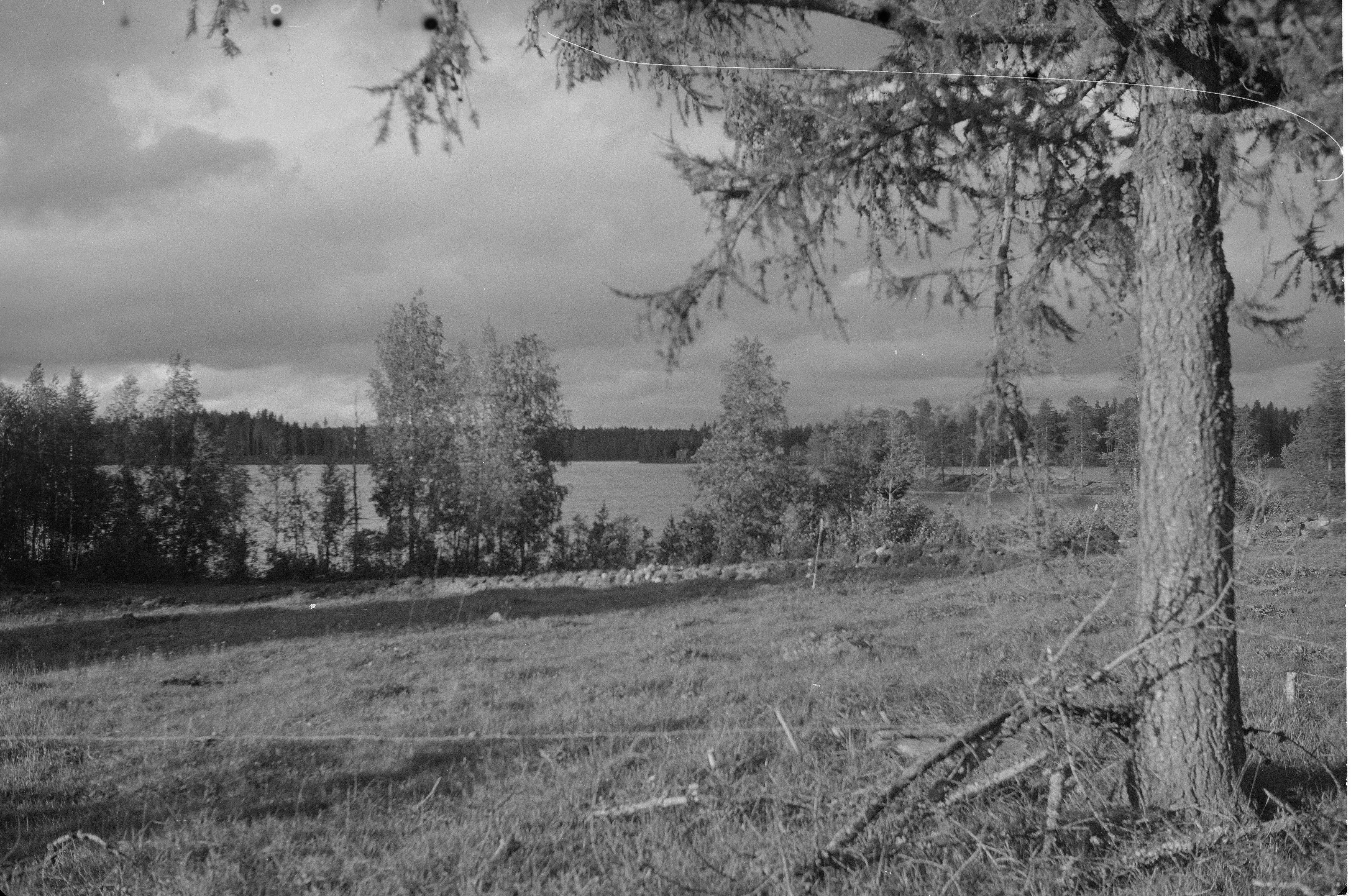
14 сентября 1944 год
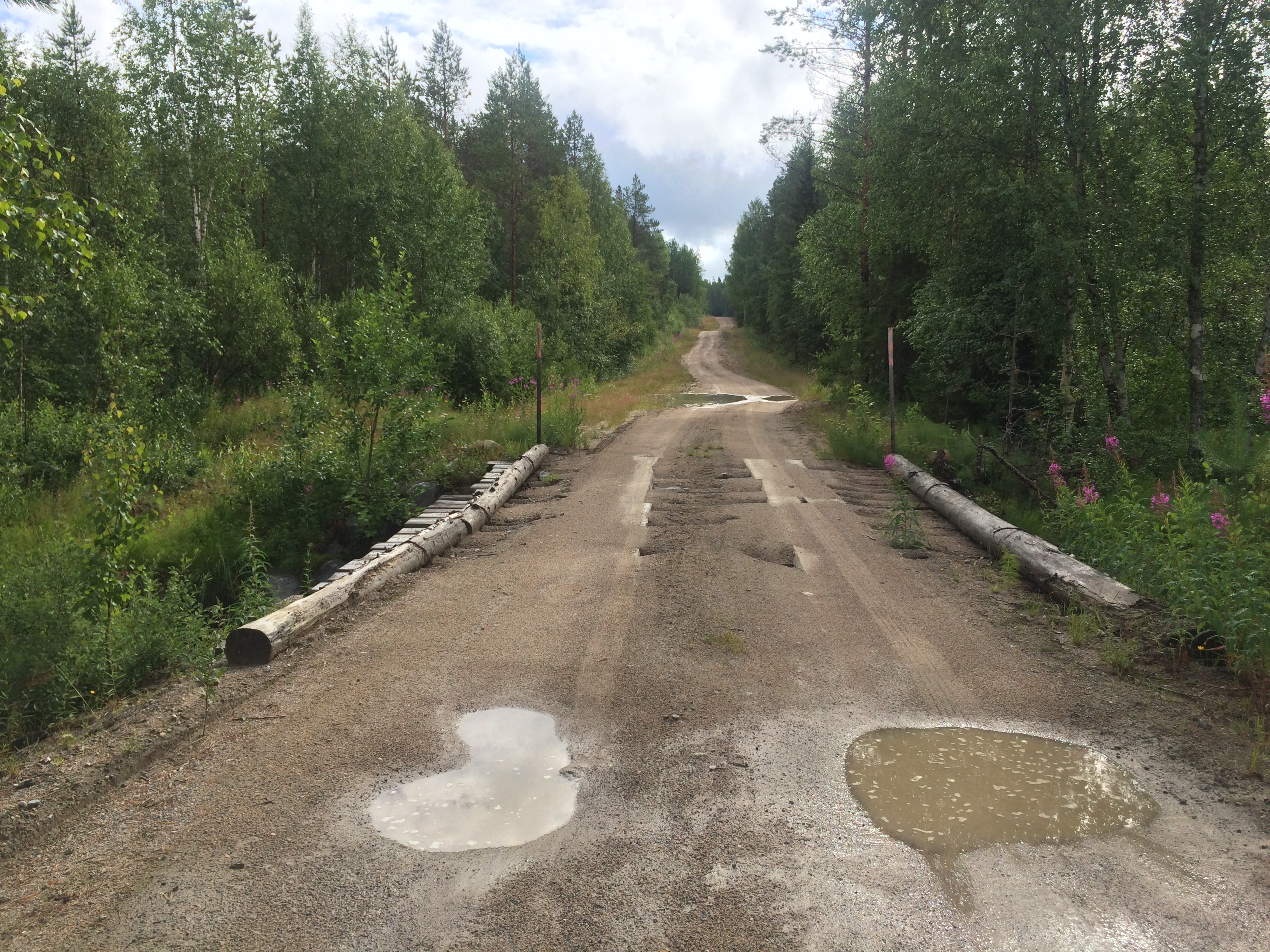
Река Суованйоки. Автомобильный мост
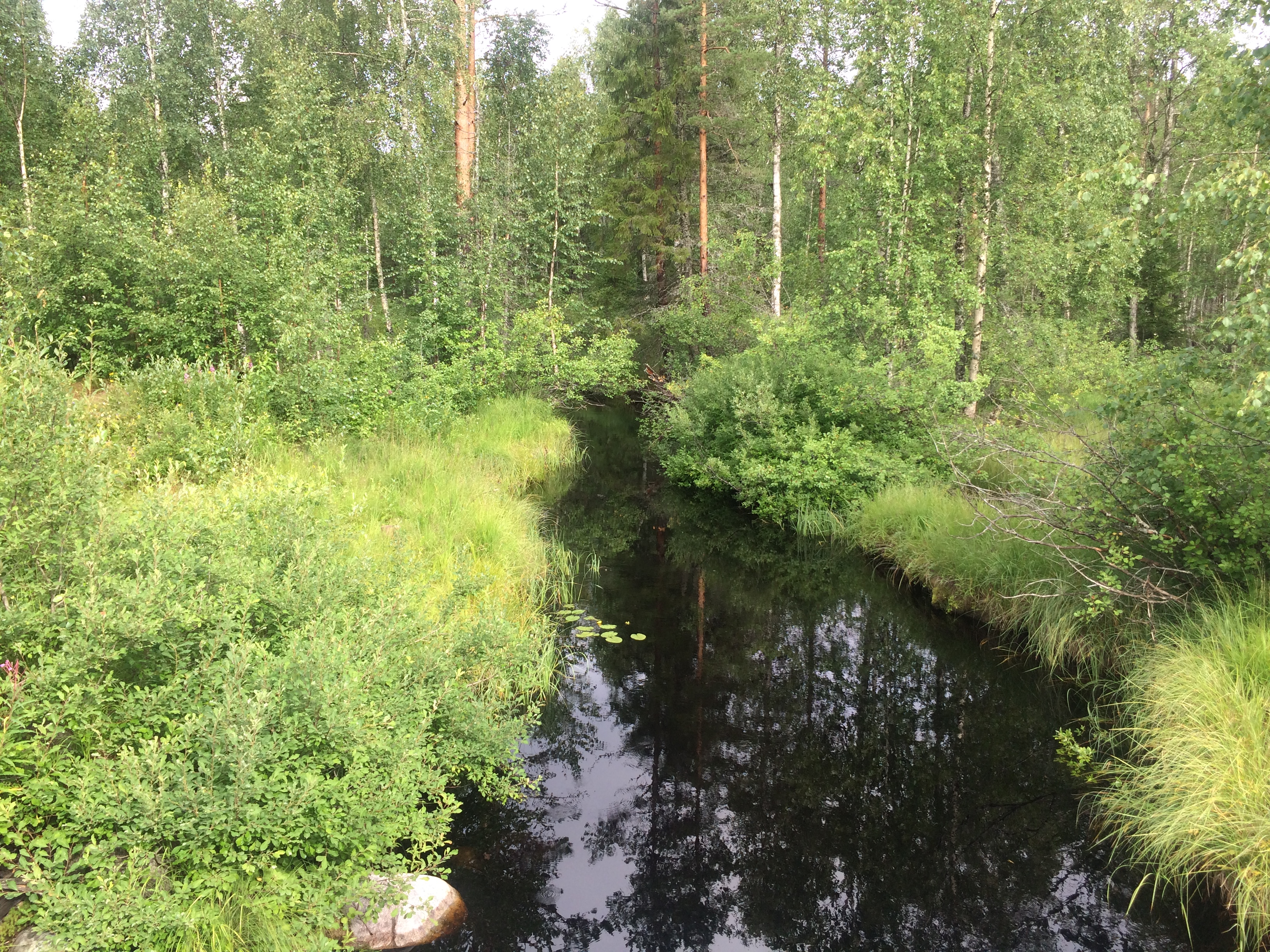
Река Суованйоки. Вид против течения
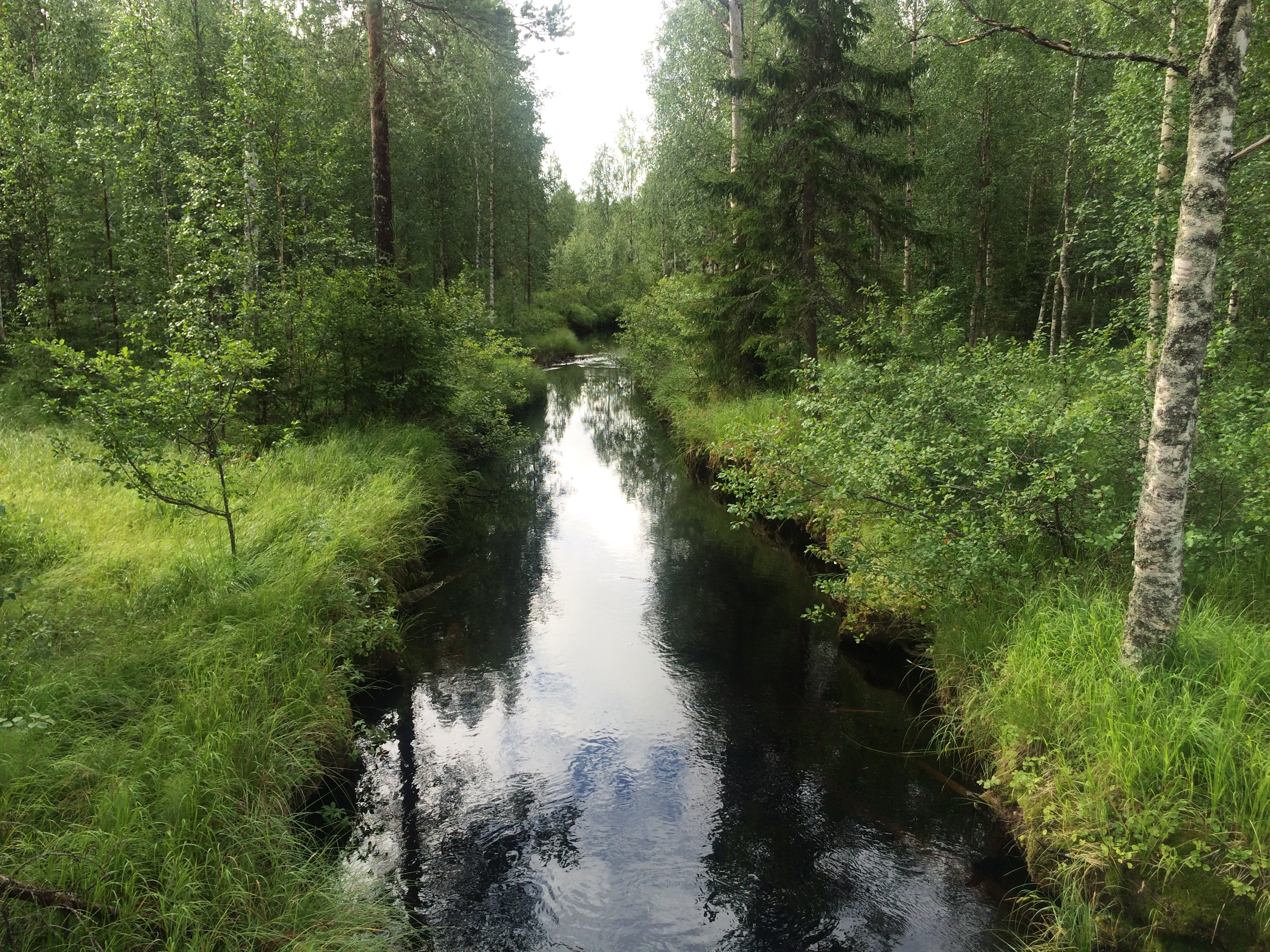
Река Суованйоки. Вид по течению

## Панорама

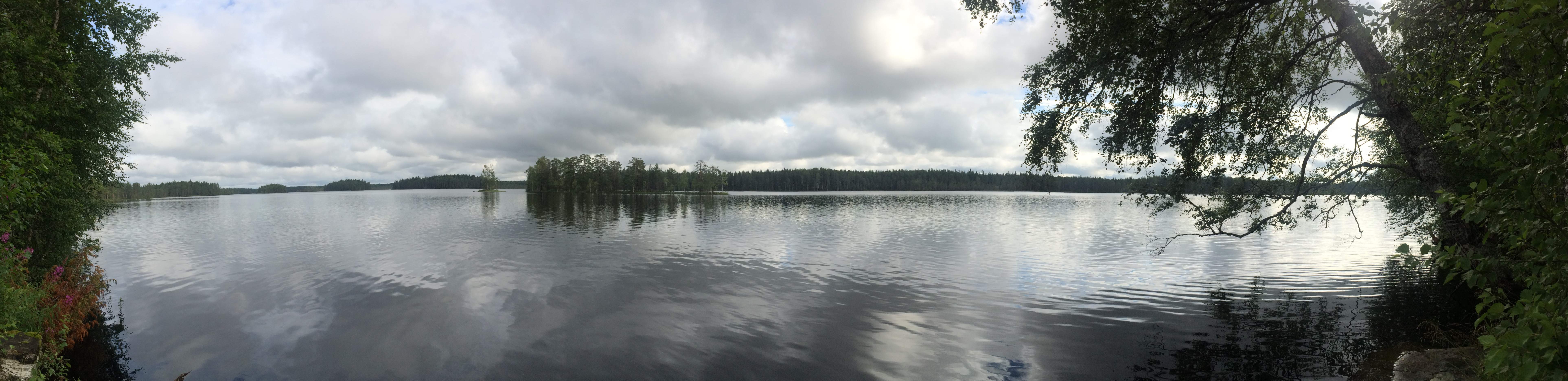
Панорама